# Jutta Schmuttermaier
Jutta Schmuttermaier (* 1966 in Ingolstadt) ist eine deutsche Schauspielerin.

## Leben
Jutta Schmuttermaier absolvierte eine Schauspielausbildung am Schauspielstudio Freese in Hamburg. Es folgten Theaterengagements am Landestheater Coburg, an der Iberl-Bühne in München und bei freien Münchner Theaterensembles.
Ab Mitte der 1990er Jahre begann dann ihre Karriere im deutschen Fernsehen. Schmuttermaier übernahm hierbei durchgehende Serienrollen, Episodenrollen und auch Gastrollen. 1995 spielte sie eine kleinere Rolle in dem Spielfilm Hölleisengretl von Jo Baier nach einer literarischen Vorlage von Oskar Maria Graf. Größere Bekanntheit erlangte Schmuttermaier dann durch die durchgehende Rolle der Kriminalkommissarin Ricarda Larenzi in der ZDF-Fernsehserie SOKO 5113, wo sie ab 1997 an der Seite von Wilfried Klaus und Michel Guillaume spielte. Daraufhin war sie in mehreren Fernsehserien zu sehen.
Schmuttermaier wurde im deutschen Fernsehen häufig in Komödien und volkstümlichen Lustspielen mit bayerischem oder österreichischem Hintergrund eingesetzt, wo sie zu Beginn ihrer Karriere meist auf den Rollentypus der liebenswürdigen, oft auch listigen, mit Mutterwitz ausgestatteten, jugendlichen Liebhaberin festgelegt war. Sie wirkte für den Bayerischen Rundfunk in zahlreichen Aufzeichnungen der Fernsehreihe Der Komödienstadel mit.
Sie spielte auch in Dokumentarfilmen und Filmdokumentationen mit. Für den MDR übernahm sie 2004 in einem semi-dokumentarischen Spielfilm über das Leben von Maria Magdalena die Rolle der Martha. Außerdem wirkte sie bei verschiedenen Hörspielproduktionen mit, unter anderem bei Kriminalhörspielen nach der Fernsehreihe Tatort. Sie ist die Sprecherin des 2024 erschienenen Audiobooks Die mit dem Wind reitet (Ride the Wind) von Lucia St.Clair Robson. Das 35-stündige Werk ist die erste deutschsprachige Hörbuchveröffentlichung der Autorin. Sie tritt außerdem bei Lesungen und literarischen Soirees auf.
Sie ist mit dem Schauspieler Alexander Duda verheiratet, mit dem sie auch beruflich regelmäßig zusammenarbeitet. Jutta Schmuttermaier unterrichtet u. a. an der Schauspielschule in München Atem-, Stimm- und Sprechtraining und Entspannung.
Neben ihrer beruflichen Tätigkeit als Schauspielerin ist sie ausgebildete Heilpraktikerin für Psychotherapie. Mit Fortbildungen in Entspannungs- und Gesprächspsychotherapie sowie Systemischer Beratung arbeitet sie auch als Therapeutin, Beraterin und Dozentin.

## Filmografie (Auswahl)
- 1994: Der Komödienstadel: Die goldene Gans (Fernsehreihe)
- 1995: Hölleisengretl (Fernsehfilm)
- 1997: Der Bulle von Tölz: Tod in der Brauerei (Fernsehserie)
- 1997–1999: SOKO 5113 (Fernsehserie; Serienhauptrolle)
- 1997: Der Komödienstadel: Bonifaz der Orgelstifter (Fernsehreihe)
- 1997: Solo für Sudmann: Beim Barte des Propheten (Fernsehserie, eine Folge)
- 1998: Aus heiterem Himmel: Kindersegen (Fernsehserie, eine Folge)
- 1999: Der Komödienstadel: Der Zigeunersimmerl (Fernsehreihe)
- 1999: Der Komödienstadel: Der Leberkasbaron (Fernsehreihe)
- 1999: Café Meineid: Wo ist das Problem? (Fernsehserie, eine Folge)
- 2000: Der Komödienstadel: S'Herz am rechten Fleck (Fernsehreihe)
- 2001: Der Komödienstadel: Die Jacobi-Verschwörung (Fernsehreihe)
- 2002: Der Komödienstadel: Heldenstammtisch (Fernsehreihe)
- 2002: Der Komödienstadel: Achterbahn ins Glück (Fernsehreihe)
- 2002: Café Meineid: Haarig (Fernsehserie, eine Folge)
- 2003: Die Rosenheim-Cops: Schwesternliebe (Fernsehserie, eine Folge)
- 2003: Der Komödienstadel: Das Attenhamer Christkindl (Fernsehreihe)
- 2004: München 7: Druck (Fernsehserie, eine Folge)
- 2004: Utta Danella – Das Familiengeheimnis (Fernsehreihe)
- 2005: Forsthaus Falkenau (Fernsehserie, Serienrolle)
- 2005: Der Komödienstadel: Amerikaner mit Zuckerguss (Fernsehreihe)
- 2005: Der Komödienstadel: Herzsolo (Fernsehreihe)
- 2005: Der Komödienstadel: Der Habererbräu (Fernsehreihe)
- 2006: Der Komödienstadel: Die Maibaumwache (Fernsehreihe)
- 2007: Der Komödienstadel: Der Fischerkrieg vom Chiemsee (Fernsehreihe)
- 2007: Der Komödienstadel: Links Rechts Gradaus (Fernsehreihe)
- 2008: Der Komödienstadel: Die schöne Münchnerin (Fernsehreihe)
- 2009: Der Kaiser von Schexing: Zwischendurch, Ein geschenkter Tag (Fernsehserie, zwei Folgen)
- 2009: Die Rosenheim-Cops: Gefährliche Nachbarn (Fernsehserie, eine Folge)
- 2010: Um Himmels Willen: Goldrausch (Fernsehserie, eine Folge)
- 2010: Der Alte – Folge 350: Teufel in Weiß
- 2011: Franzi: Lilly (Fernsehserie, eine Folge)
- 2011: Frühling: Für immer Frühling (Fernsehreihe)
- 2011: Chiemgauer Volkstheater: Handylust und Handyfrust
- 2012: Chiemgauer Volkstheater: Vorsicht bissiger Hund
- 2012: Hubert und Staller: Ab in die Spielerhölle (Fernsehserie, eine Folge)
- 2012: Die Rosenheim-Cops: Echo des Todes (Fernsehserie, eine Folge)
- 2013: München 7: Deeskalation (Fernsehserie, eine Folge)
- 2013: Chiemgauer Volkstheater: Hypnose am Bauernhof
- 2015: Die normative Kraft des Faktischen (Kurzfilm)
- 2015: Weißblaue Geschichten: Weltreise mit Hindernissen (Fernsehserie, eine Folge)
- 2017: Der Alte – Folge 404: Kein Entrinnen (im Abspann als Jutta Schuttermaier erwähnt)
- 2017: Tatort: Hardcore (Fernsehreihe)
- 2017: Die Rosenheim-Cops: Musik bis zum Schluss (Fernsehserie, eine Folge)
- 2018: Um Himmels Willen: Schuldgefühle (Fernsehserie, eine Folge)
- 2020: Dahoam is Dahoam (Fernsehserie, drei Folgen)
- 2022: XY gelöst: Tod der 8-jährigen Johanna (Fernsehserie)
- 2022: Die Rosenheim-Cops: Räuber Frantz kehrt zurück (Fernsehserie, eine Folge)